# Groningen Verwelkomt
Groningen Verwelkomt is een burgerbeweging ontstaan in september 2015 rond de toenmalige COA-noodopvang aan de Van Swietenlaan. In december 2015 richtten onder andere voormalig Politiechef Alex van de Ruit, oud-vluchtelinge Zoia Albert en kwartiermaker Evert Sulman de stichting op. Commissaris van de Koning René Paas is lid van het comité van aanbeveling. De burgerbeweging richt zich op sociale inclusie met sociale groepen van vluchtelingen en stadjers en op arbeidsparticipatie met Redevelop en de Wereldkeuken bij Salmagundi's.